# Peciîșce (Sula), Sumî
Peciîșce (în ucraineană Печище) este un sat în comuna Sula din raionul Sumî, regiunea Sumî, Ucraina.

## Demografie
Componența lingvistică a localității Peciîșce
     Ucraineană (94,57%)
     Rusă (5,43%)
Conform recensământului din 2001, majoritatea populației localității Peciîșce era vorbitoare de ucraineană (94,57%), existând în minoritate și vorbitori de rusă (5,43%).